# Harpalyce arborescens
Harpalyce arborescens är en ärtväxtart som beskrevs av Asa Gray. Harpalyce arborescens ingår i släktet Harpalyce och familjen ärtväxter. IUCN kategoriserar arten globalt som livskraftig. Inga underarter finns listade i Catalogue of Life.